# Strangers in Love
Pour plus de détails, voir Fiche technique et Distribution.
Strangers in Love est un film américain réalisé par Lothar Mendes, sorti en 1932.

## Fiche technique
- Titre : Strangers in Love
- Réalisation : Lothar Mendes
- Scénario : William Slavens McNutt et Grover Jones d'après le roman de William John Locke
- Photographie : Henry Sharp
- Société de production : Paramount Pictures
- Pays d'origine : États-Unis
- Format : Noir et blanc - 1,37:1 - Mono
- Durée : 76 minutes
- Date de sortie : 1932

## Distribution
- Fredric March : Buddy Drake / Arthur Drake
- Kay Francis : Diana Merrow
- Stuart Erwin : Stan Kenney
- Juliette Compton : Muriel Preston
- George Barbier : Mr Merrow
- Sidney Toler : McPhail
- Earle Foxe : J. C. Clark
- Lucien Littlefield : Professeur Clark
- Gertrude Howard : Snowball